# Nosy Hara
Nosy Hara è una piccola  isola continentale situata nel Canale del Mozambico, circa cinque chilometri al largo dell'estremità nord-occidentale del Madagascar.
È l'isola principale dell'arcipelago di Nosy Hara, un gruppo di 12 isolotti disabitati, caratterizzati dalla presenza di insolite formazioni geologiche note come tsingy, e circondati da una ricca barriera corallina.
Dal 2007 l'intero arcipelago è stato dichiarato area marina protetta.